# Ickham and Well
Ickham and Well – civil parish w Anglii, w Kent, w dystrykcie Canterbury.
W 2011 civil parish liczyła 437 mieszkańców.